# José Vicente Damiani
José Vicente Damiani (Buenos Aires; 1934-Villa Mercedes, provincia de San Luis; 6 de diciembre de 2007) fue un periodista, escritor, locutor, conductor y difusor de tango argentino.

## Carrera
Fue periodista y productor de extensa trayectoria en medios como la Revista Antena y las radios Provincia y Continental. Fue académico y uno de los fundadores de la Academia Nacional del Tango. 
Recibió premios como el Martín Fierro por la producción del programa Concierto tango , que conducía Guillermo Cervantes Luro.
Fanático admirador de Osvaldo Pugliese, defendió siempre todos los estilos del tango y fue uno de los difusores más importantes en los últimos veinte años. Perteneció al Consejo de redacción del libro de 1995, Viva el tango!: libro periódico de la Academia Nacional del Tango.
Fanático de Racing y radical innato, con voz ronca y fuerte decía «el Caruso del tango fue Alberto Morán», cuando quería señalar su admiración por el cantor.
En la década de 1990 publicó su libro titulado Fuimos.
Trabajó en la emisora 2X4 en el ciclo denominado El Límite y también Taconeando.

## Fallecimiento
El 6 de diciembre de 2007 el periodista Vicente Damiani luego de terminar de hacer una entrevista comenzó a sentirse mal, se desplomó y sufrió dos paros cardíacos. Murió repentinamente por una insuficiencia respiratoria grave, mientras realizaba la cobertura para la Radio de la Ciudad (La 2 X 4) del III Festival Internacional de Tango de Justo Daract, en la provincia de San Luis, conducida por Silvio Soldán. Fue trasladado de urgencia a Villa Mercedes donde a las 23 hs dejó de existir. Tenía 73 años.